# Маалот Вулвз
Хоккейный клуб «Маалот Вулвз» (англ. Wolves Maalot)— команда по хоккею с шайбой из города Маалота. Основан в 2019 году. Выступает в ИзХЛ.

## История

### ХК Монфорт
В 2018 году ХК Монфорт был расформирован и на его базе была создана новая команда.

### Маалот Вулвз
В начале команда выступала на кубке OneIce, в турнире независимом от израильской федерации хоккея.
Впервые команда выступала в чемпионате Израиля в сезоне 2021/2022, но из-за финансовых проблем была расформирована